# Мачуленко Роман Іванович
Роман Іванович Мачуленко (нар. 26 липня 1992, Бориспіль) — український футболіст, півзахисник.

## Біографія
Вихованець бориспільського футболу. На професіональному рівні дебютував у команді ЦСКА (Київ) 29 липня 2009 року в поєдинку з «Єдністю» (Плиски). Незабаром ЦСКА змушений був знятися з другої ліги, а велика частина гравців команди, у тому числі й Мачуленко, перебралися до друголігового «Вереса» (Рівне).
На початку 2010 року перейшов до «Львова», де грав на позиції лівого півзахисника.
Влітку 2011 року перейшов до складу «Севастополя», який тільки вилетів з Прем'єр-ліги. Через високу конкуренцію в команді більшість часу виступає у другій команді клубу.
В серпні 2014 року перейшов до клубу польського чемпіонату «Стоміл» (Ольштин). У лютому 2016 року став гравцем клубу «Завіша» (Бидгощ), підписавши контракт на 2,5 роки.

### Збірна
У 2010 році провів дві гри за юнацьку збірну України (U-19).